# Кох, Рудольф
Рудольф Кох (нем. Rudolf Koch, род. 20 ноября 1876 – 9 апреля 1934, Оффенбах, Дармштадт, Гессен, Германия) — немецкий шрифтовой дизайнер. Также занимался изучением письменности, каллиграфии, типографики и иллюстрирования. Широко известен созданными им шрифтами для оффенбахской словолитни Klingspor Type, среди наиболее используемых из них — Neuland и Kabel.

## Биография
Кох провел подростковые годы, работая в Ханау в качестве ученика в мастерской по изготовлению металлических изделий, одновременно посещая художественную школу, где научился рисовать, а вскоре после этого поступил в Академию изящных искусств в Нюрнберге. Между 1897 и 1906 годами работал в Лейпциге в различных компаниях занимающихся книготорговлей, а также иллюстрировал и создавал книжные обложки в стиле модерн, который был популярен в то время. В 1906 году Кох устроился на словолитейный завод Rudhard Type в Оффенбахе, позже известный как словолитня Klingspor Type. Среди других известных графических дизайнеров, работавших на этом заводе, были Отто Экманн и Питер Беренс. Кох был глубоко духовным и набожным человеком исповедующим лютеранство, проводя большую часть своего времени, работая над религиозными публикациями и рукописями, которых он написал около сотни в течение жизни. Кох считал алфавит высшим достижением человечества. В 1934 году он преждевременно скончался от сердечного приступа в возрасте 57 лет.

### Карьера и влияние
Кох очень восхищался Уильямом Моррисом. Выступая на конференции в Лондоне, он выразил свое недоверие тому, что Моррис не был немцем по происхождению: «Я чувствую такую близость к нему, что у меня всегда есть чувство, что он не может быть англичанином, он должен быть немцем».
Учение созданное Моррисом «Искусства и ремёсел» ярко выражено в использовавшихся Кохом методах рукописного письма и техники резания по дереву. В то же время его книжные иллюстрации были навеяны искусством модерна. Кох высоко ценил мастерство в типографском дизайне и методах печати, принцип, глубоко укоренившийся в движении «Искусств и ремёсел». Тем не менее, его карьера проходило в период быстрого развития печатной техники, так в 1886 году была изобретена Линотипная машина, в 1887 году — Монотипная система, а в 1907 году — офсетная печать, все эти новомодные технологии противоречили ремесленному духу Коха.
Кох читал лекции в оффенбахской Школе искусств и ремёсел. В 1918 году, после Первой мировой войны, он открыл мастерскую, обучавшую студентов типографскому делу, каллиграфии, деревообработке и другим ремёслам. Наиболее известный своим каллиграфическим талантом, Кох опирался на каллиграфическую традицию, создавая оригинальное, простое выражение из своих материалов.
Многие из шрифтов Коха, такие как Kochschrift и Willhelm Klingspor Gotisch, находились под сильным влиянием рукописей и готических букв,, стиля, который возник в Германии. Известный также своей националистической идеологией, он писал в Der Deutsche: «Еще мальчиком я хотел стать настоящим немцем. Я ненавидел все, что было иностранным, и даже когда я рос, я чувствовал, что это признак истинной преданности».
Кох продвигал германский печатный алфавит в очерках и журналах, где он публиковался. Он также проводил выставки со своей художественной группой Offenbach Schreiber, которая пропагандировала ручное письмо и каллиграфию, выражая через них возрождение традиционной письменности. Преданность Коха готическому письму, возможно, ограничила его признание в англоязычных странах. Его работы также были частью художественного конкурса на Летних Олимпийских играх 1928 года.
Кох написал книгу, содержащую 493 символа старого света, монограммы и руны, озаглавленную «Книга знаков» (англ. The Book of Signs) (переиздана в 1955 году в серии «Доверский архив живописи»).

## Галерея
- Старопечатный шрифт разработанный Рудольфом Кохом.
- Шрифт Fraktur разработанный Кохом.
- Плакат для международной выставки книжного искусства.
- Работа Рудольфа Коха.
- Потолочной живопись в церкви Духерова выполненная Кохом.
- Резиденция Коха в Оффенбахе.